# Spinulum subarcticum
Spinulum subarcticum là một loài thực vật có mạch trong Họ Thạch tùng. Loài này được (V.N. Vassil.) A. Haines mô tả khoa học đầu tiên năm 2003.